# Андреас Каплан
Андреас Каплан (народився 5 жовтня 1977 року в Мюнхені, Німеччина) – викладач, спеціалізується на цифровій трансформації, зокрема штучному інтелекті та віртуальних світах; експерт з питань вищої освіти. Займає посаду ректора Університету логістики Кюне.  Попередньо Каплан був ректором бізнес-школи ESCP, що входить до асоціації Sorbonne Alliance.

## Наукові дослідження
Каплан досліджує цифрову трансформацію суспільства внаслідок здобутків у галузі штучного інтелекту та комунікацій у соціальних мережах. Згідно з дослідженням Стенфордського університету, Каплан є одним із найбільш цитованих і впливових вчених у світі.  У Google Scholar Каплан цитується понад 40 000 разів.

## Кар’єра
Каплан починав свою кар’єру в Парижі в Інституті політичних досліджень (Sciences Po Paris) і бізнес-школі ESSEC, а згодом отримав посаду ректора у бізнес-школі ESCP. Зараз займає посаду ректора Університету логістики Кюне. Каплан є членом-засновником Європейського центру цифрової конкурентоспроможності та членом виконавчої консультативної ради з питань освіти Університету Козьмінського.

## Освіта
Каплан здобув докторський ступінь в Університеті Сорбонна і ступінь доктора філософії в Кельнському університеті та бізнес-школі HEC Paris. Також отримав ступінь магістра державного управління (MPA) в Національній школі адміністрації (École Nationale d'Administration), ступінь магістра ділового адміністрування (MBA) у бізнес-школі ThePower Business School, ступінь магістра науки в бізнес-школі ESCP і ступінь бакалавра наук у Мюнхенському університеті Людвіга-Максиміліана.

## публікацій
- Kaplan Andreas (October 2015) European business and management. Sage Publications Ltd., London. ISBN 9781473925144
- Kaplan, Andreas (2021). Higher Education at the Crossroads of Disruption: The University of the 21st Century, Great Debates in Higher Education. United Kingdom: Emerald Publishing. ISBN 9781800715042.
- Kaplan, Andreas (2022). Artificial Intelligence, Business and Civilization: Our Fate Made in Machines. United Kingdom: Routledge. ISBN 9781032155319.
- Kaplan, Andreas (2022). Digital Transformation and Disruption of Higher Education. United Kingdom: Cambridge University Press. ISBN 9781108838900.